# 马来亚共产党叛乱 (1968年—1989年)
马来亚共产党叛乱（英語：Communist insurgency in Malaysia），简称马共叛乱，又称第二次马来亚紧急状态，是于1968年到1989年在马来西亚境内以及马泰边界发生的马来亚共产党叛乱事件。马来亚共产党称之为「国内革命战争」。

## 背景源起
马来亚共产党在1960年的马来亚紧急状态被马来西亚武装部队（当时称“马来亚武装部队”）打败并退到马泰边界后，号召各成员重新集结并极力对抗马来西亚政府。这场战争也导致马来西亚境内与越南境内的马来人以及华人之间的种族关系恶化并处于紧张状态。:16-17

## 發展概況
马来亚共产党是由中华人民共和国间接提供援助，直到1974年6月马来西亚与中华民国断交并与中华人民共和国建立外交关系才停止。1970年，马来亚共产党对根据地进行了几次“肃反”，处决了不少人，导致部分党员非常不满，进而导致马来亚共产党分裂出马来亚共产党（马列）和马来亚共产党革命派，原有的马来亚共产党依旧存在并继续参战。马来西亚政府因曾与英国一同经历过第一次马来亚紧急状态，因此在应付叛乱者已有经验，马来西亚政府在国会通过并引入新的政策来打击马来亚共产党，这包括成立安全和发展法令（KESBAN），推广邻里守望计划以及RELA计划。:19-20
1988年，时任马来西亚首相马哈迪·莫哈末发出绿灯，允许与中国政府机构有来往的香港商业机构和在中国的马共领袖联系。
1989年11月4日，马哈迪证实正在与泰国政府合作以结束马共活动。马、泰、共三方经过了8个月和谈，在11月2日至4日完成了数份协定。这些和谈也促成了12月2日在合艾市的蠡园酒店签署历史性《合艾条约》。

## 《合艾条约》
在《合艾条约》里，马来西亚政府不再要求马共人员投降，而马来亚共产党则会停止所有军事行动和平解散，所有成员将放下武器并对马来西亚最高元首宣誓效忠，马来西亚政府则对其保证日后不再追究马来亚共产党的法律责任。马来西亚首相马哈迪·莫哈末说，虽然政府和马共签署和平协定，但这项协议并没有改变马共的地位，在法律上马共还是非法及被禁止的组织。马共解散之际，共有约1188名活跃党员，当中部分选择回到马来西亚的故乡定居，另一部份则选择留在泰国边境的和平村内。对于回国的前马共党员，马来西亚政府向每人发放了马币八千元的补偿金，其中三千元在他们回国时发放，另五千元则在三年后发放。
依照条约，時任馬來亞共產黨總書記陈平原本有权回到马来西亚定居，但2005年马来西亚政府拒绝让他入境。之后，高等法院及上诉庭也相继在2005年及2008年驳回其上诉。在聆审期间，上诉庭要求他出示做为马来西亚公民的书面文件，但陈平通过代表律师表示这无法做到，原因是他的身份证件早在1948年紧急状态时就被官方所销毁。直至2013年去世，陈平仍未能达成其回国心愿，最终2019年尾，他的骨灰才由前马共成员运回马来西亚。

## 相關背景
在这次叛乱期间，马来西亚也正进行其他军事行动以及受到其他威胁，如：砂拉越共产主义叛乱（1962年—1990年）以及国内的种族血腥冲突五一三事件（1969年）。此外马来西亚也在该段时间举行全国选举（1969年5月11日）。

## 扩展阅读

### 档案
- Central Intelligence Agency, OPI 122 (National Intelligence Council), Job 91R00884R, Box 5, NIE 54–1–76, Folder 17. Secret. Reproduced at . US Department of State: Office of the Historian.   [8 January 2013]. （原始内容存档于2019-04-03）.

### 回忆录
- Navaratnam, A. . Kuala Lumpur: Utusan Publications and Distributions. 2001. ISBN 967-61-1196-1.
- Peng, Chin. . Singapore: Media Masters. 2003. ISBN 981-04-8693-6.
- Maidin, Rashid. . Petaling Jaya, Selangor: Strategic Information and Research Development Centre. 2009. ISBN 978-983-3782-72-7.

### 二手来源
- Chan, Francis; Wong, Phyllis. . Borneo Post. 16 September 2011  [10 January 2013]. （原始内容存档于2013-12-24）.
- Corbett, Robin. . London: Orbis Book Publishing Corporation. 1986. ISBN 0-85613-469-4.
- Nazar Bin Talib.  (PDF) (学位论文). Marine Corps University. 2005  [6 January 2013]. （原始内容存档 (PDF)于2011-06-04）.
- Cheah Boon Kheng.  (PDF). New Zealand Journal of Asian Studies (University of Auckland). 2009, 11 (1): 132–52  [5 January 2013]. （原始内容存档 (PDF)于2019-12-20）.
- Sia, Andrew. . The Star. 29 November 2009  [6 January 2013]. （原始内容存档于2012-10-10）.